# Per-Johan Emtell
Per-Johan Emtell, född 14 maj 1944 i Stockholm (Sankt Göran), är en svensk politiker (miljöpartist). Han var ordinarie riksdagsledamot juni–september 2014, invald för Gävleborgs läns valkrets, och dessförinnan kommunalråd i Sandvikens kommun från oktober 2010.

## Riksdagsledamot
Emtell kandiderade i riksdagsvalet 2010 och blev ersättare. Han utsågs till ny ordinarie riksdagsledamot från och med 24 juni 2014 sedan Bodil Ceballos avsagt sig sin plats i riksdagen. Emtell tjänstgjorde sedan i riksdagen till mandatperiodens slut.